# Lê Công Vinh
Lê Công Vinh, född 10 december 1985, är en fotbollsspelare från Vietnam som för närvarande spelar för klubben Becamex Bình Dương och för Vietnam.